# Scopula ida
Scopula ida är en fjärilsart som beskrevs av Robinson 1975. Scopula ida ingår i släktet Scopula och familjen mätare. Inga underarter finns listade.